# میدن-گرونینگن
میدن-گرونینگن (به هلندی: Midden-Groningen) یک منطقهٔ مسکونی در هلند است که در خرونینگن واقع شده‌است. میدن-گرونینگن ۶۰٬۹۵۳ نفر جمعیت دارد.